# Architekturpreis des Landes Steiermark
Der Architekturpreis des Landes Steiermark wird von der Steiermärkischen Landesregierung vergeben.

## Architekturpreis
Der Preis wird für Bauwerke, welche sich in der Steiermark befinden, vergeben. Der jeweilige Preis wird vom Haus der Architektur in Graz ausgeschrieben. Der Preis ist mit 10.000 Euro dotiert.

## Preisträger
- 1980 Günther Domenig
- 1980 Team A Graz – Franz Cziharz, Dietrich Ecker, Herbert Missoni, Jörg Wallmüller
- 1982 Eilfried Huth
- 1982 Klaus Kada und Gernot Lauffer
- 1982 Szyszkowitz + Kowalski mit Karla Kowalski und Michael Szyszkowitz für das Projekt Fachschule Schloss Großlobming[1]
- 1984 Gustav Peichl
- 1986 Klaus Kada
- 1988 Ralph Erskine und Hubert Rieß für das Projekt Wienerbergersiedlung in Graz[2][3]
- 1988 Volker Giencke
- 1988 Klaus Kada
- 1990 Wolfgang Kapfhammer, Johannes Wegan, Gert Koßdorf
- 1990 Adolph Kelz und Gerhard Hackel
- 1990 Florian Riegler und Roger Riewe mit dem Projekt CCW – Culturcentrum Wolkenstein in Stainach
- 1992 Kollektiv der steirischen Architektur
- 1994 Konrad Frey
- 1994 Florian Riegler und Roger Riewe mit dem Projekt Flughafen Graz
- 1996 Herwig Illmaier
- 1996 Manfred Wolff-Plottegg
- 1996 Günther Domenig und Hermann Eisenköck
- 1998 Florian Riegler und Roger Riewe mit dem Projekt Fakultät für Informatik und Biomedizinische Technik Graz
- 1998 Andreas Lichtblau + Susanna Wagner
- 2000 Klaus Kada mit dem Projekt Landeskrankenhaus Hartberg[4]
- 2000 Klaus Leitner, Peter Pretterhofer und Sonja Simbeni für das Projekt Volksschule und Mehrzweckhalle in Dobl[4]
- 2000 Markus Pernthaler Architekten für das Projekt Glockenturm Seetaleralpe[4][5]
- 2002 Friedrich W. Schöffauer und Wolfgang Tschapeller für das Projekt Bezirkshauptmannschaft Murau[6]
- 2004 Peter Cook und Colin Fournier für das Projekt Kunsthaus Graz[7]
- 2004 Fasch&fuchs.architekten Hemma Fasch und Jakob Fuchs für das Projekt Kindermuseum Graz[7]
- 2004 Josef Hohensinn für das Projekt Justizzentrum Leoben[7]
- 2006 sps-architekten mit Simon Speigner für das Projekt Lagerhalle Wallner in Scheifling[8][9]
- 2008 X-Architekten für das Projekt Haus YUG in Frauental[10]
- 2010 weichlbauer/ortis mit Reinhold Weichlbauer und Albert Josef Ortis für das Projekt efh_surplus value01 in Laufnitzdorf[11]
- 2013 .tmp architekten mit Ulrike Tischler und Martin Mechs für das Projekt Volksschule in Hausmannstätten[12]
- 2016 Dietger Wissounig Architekten für das Projekt Pflegewohnheim Erika Horn in Graz[13]
- 2019 Architekturbüro Feyferlik/Fritzer mit Wolfgang Feyferlik & Susanne Fritzer für das Projekt Basilika & Geistliches Haus Mariazell[14]
- 2021 Architekturbüro „studio WG3“ mit Albert Erjavec, Matthias Gumhalter, Christian Reschreiter, Jan Ries für das Projekt Graz Museum Schlossberg[15]
- 2023 PPAG architects mit Anna Popelka und Georg Poduschka für das Projekt Steirereck am Pogusch[16]